# 全日空機大島空港オーバーラン事故
全日空機大島空港オーバーラン事故（ぜんにっくうきおおしまくうこうオーバーランじこ）とは、1977年（昭和52年）9月8日に発生した航空事故である。

## 事故の概要
1977年（昭和52年）9月8日午後1時に東京・東京国際空港を離陸した全日本空輸855便は、YS-11（機体記号：JA8755）で運航されていた。伊豆大島の大島空港に午後1時44分に南側から着陸しようとしたが、1200m滑走路の中ほどに着陸したあと、オーバーランし車輪を排水溝にひっかけて折損し、胴体着陸し機体は中破した。この事故で乗員乗客55名のうち乗客13名が全治3日から10日のけがを負った。

## 事故原因
1980年（昭和55年）2月13日に、運輸省航空事故調査委員会は、当事故の原因は、同機が着陸の際、雨にぬれた滑走路の中央標識付近に、速い速度で接地したため、滑走路内に停止できず、オーバーランしたものであると発表した。

## その他
- 事故を起こした機体は、7年前の1970年（昭和45年）12月29日にも熊本空港で離陸できずにオーバーランをする事故を起こしている。ただし、こちらの事故の原因は昇降舵の凍結によるものであり[1]本事故との関連性は無い。